# Dietmar Hommel
Dietmar Hommel (* 1936 in Dresden) ist ein deutscher Maler und Zeichner.

## Leben und Werk
Hommel besuchte von 1942 bis 1950 die Grundschule in Königsbrück und absolvierte von 1951 bis 1955 an der Staatlichen Porzellanmanufaktur Meißen eine Lehre als Porzellanmaler. Von 1955 bis 1957 leistete er freiwillig Dienst bei der Kasernierten Volkspolizei bzw. der NVA. Danach arbeitete er bis 1966 in Kamenz als Keramikmaler und Dekorgestalter. Daneben besuchte er die Volkshochschule und bestand er die Sonderreifeprüfung. Von 1961 bis 1966 machte er an der Karl-Marx-Universität Leipzig ein Fernstudium der Philosophie, das er als Diplomphilosoph abschloss. Von 1967 bis 1974 war er an der TU Dresden wissenschaftlicher Assistent an der Sektion Marxismus-Leninismus. Diese Tätigkeit gab er wohl wegen Differenzen zur offiziellen Politik in der DDR auf.
1972 begann Hommel sich künstlerisch zu betätigen, wobei er von Fritz Tröger wesentliche Impulse erhielt. Hommel arbeitet seit 1975 als freischaffender Künstler in Schwepnitz. Er arbeitet vor allem in Aquarell und mit Bleistift. Anfangs gestaltete er Motive aus dem Alltags- und Arbeitsleben in der DDR und später Landschaften und Stadtansichten. Hommel war bis 1990 Mitglied des Verband Bildender Künstler der DDR.
Mit der größeren Reisefreiheit seit der deutschen Wiedervereinigung erschlossen sich für ihn neue Möglichkeiten. Seine Reisebilder sind „mal dokumentarische, dann wieder fantasievoll konstruierte Kompositionen und Weltsichten auf Religionen und Kulturen.“
Hommel gilt als einer der produktivsten zeitgenössischen Maler und Zeichner der Oberlausitz. Arbeiten Hommels befinden sich insbesondere in den Städtischen Sammlungen Kamenz.

## Einzelausstellungen (unvollständig)
- 1978: Bischofswerda, Kreiskulturhaus (Aquarelle, Pastelle)
- 1979; Torgau, Kreismuseum im Schloss Hartenfels (Pastelle, Aquarelle, Zeichnungen)
- 1979: Berlin, Otto-Nagel-Haus
- 1983: Zittau, Stadtmuseum („Jahreszeiten. Wachspastelle und Zeichnungen 1980–1982“)
- 1988: Stralsund, Kulturhistorisches Museum
- 1990: Dresden, Klub der Professoren der TU Dresden; Schwarzheide, Galerie des Synthesewerks Schwarzheide
- 1996: Kamenz, Haus der Kultur
- 1998: Königsbrück, Rathaus
- 2000: Hoyerswerda, Schloss; Senftenberg, Schloss; Kamenz, Stadttheater („Stadtlandschaften. Pastelle 1985 bis 1988, Aquarelle 1998 und 1999“; Wanderausstellung)
- 2011: Königshain, Schloss Königshain[2]
- 2021: Pulsnitz, Ostsächsische Kunsthalle (Aquarelle)